# Draft d'expansion NBA 1989

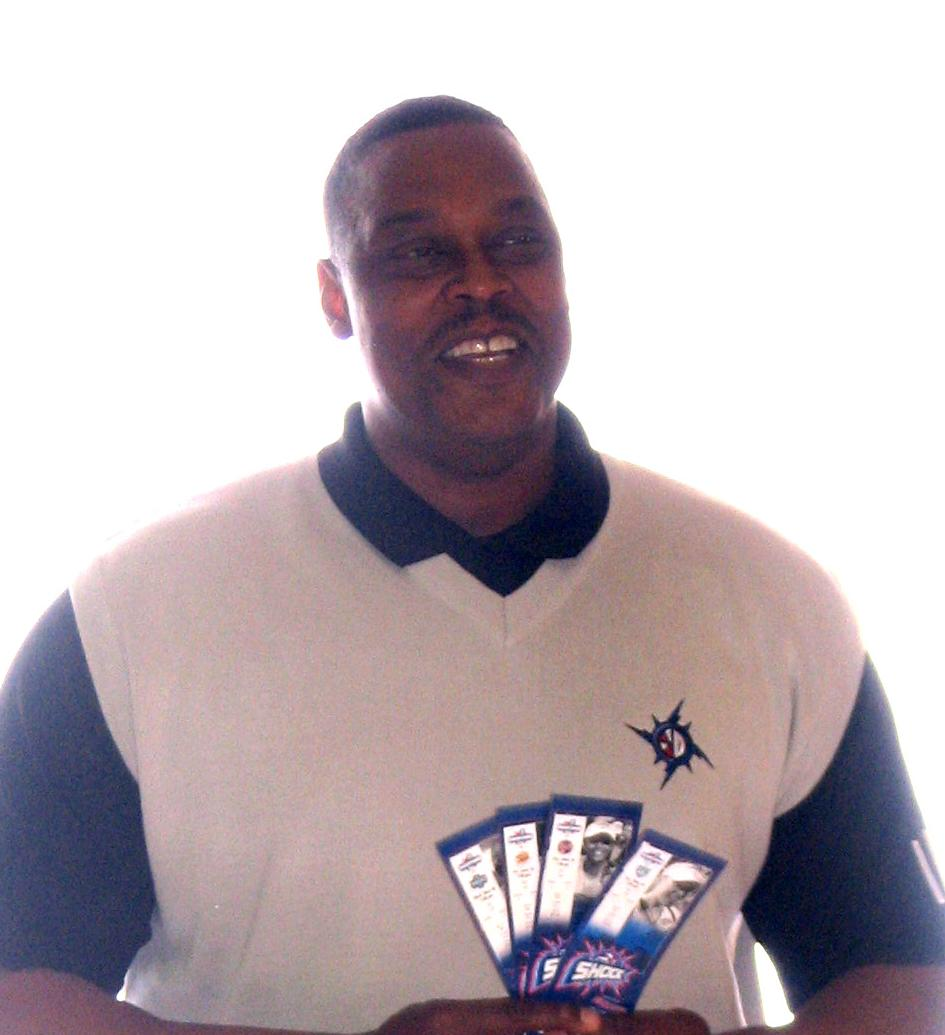
Rick Mahorn, premier choix des Timberwolves du Minnesota lors de la draft d'expansion de 1989.

La draft d'expansion NBA de 1989 est le neuvième projet d'expansion de la National Basketball Association (NBA), avant le début de la saison 1989-1990. Elle s'est tenue le 15 juin 1989, pour permettre aux deux nouvelles franchises du Magic d'Orlando et des Timberwolves du Minnesota de sélectionner 11 joueurs non protégés par les autres franchises pour les Timberwolves et 12 joueurs pour le Magic.
Dans cette draft d’expansion, les nouvelles équipes de la NBA sont autorisées à acquérir des joueurs des équipes déjà établies dans la ligue. Tous les joueurs d’une équipe existante ne sont pas disponibles lors d’une draft d’expansion, puisque chaque équipe peut protéger un certain nombre de joueurs pour la sélection. Pour cette occasion, chacune des vingt-cinq autres franchises de la NBA, hormis le Heat de Miami et les Hornets de Charlotte, avait protégé huit joueurs de leur effectif. La sélection s'est poursuivie jusqu'à ce que les Timberwolves aient sélectionnés onze joueurs et le Magic, douze joueurs, soit un joueur de chaque franchise. Le Magic a gagné un tirage au sort et a choisi de sélectionner un joueur en premier, ainsi que 12 joueurs, dans cette draft d’expansion, tandis que les Timberwolves allaient recevoir le choix le plus élevé lors de la draft 1989.
Le Magic a été formé et possédé par un groupe dirigé par Jim Hewitt et William duPont III. L’ancien entraîneur des 76ers de Philadelphie, Matt Guokas, a été embauché comme premier entraîneur principal de la franchise. Le Magic a utilisé son premier choix pour sélectionner Sidney Green des Knicks de New York. Les autres sélections du Magic comprennent le double All-Star, Reggie Theus, et sept anciens choix de premier tour, Terry Catledge, Sam Vincent, Scott Skiles, Jerry Reynolds, Jim Farmer, Keith Lee et Frank Johnson. Cependant, Farmer, Lee et Johnson n’ont jamais joué pour le Magic. Neuf joueurs de la draft d’expansion ont rejoint le Magic pour leur saison inaugurale, mais seulement deux ont joué plus de trois saisons pour l’équipe. Catledge a joué quatre saisons avec le Magic jusqu’à ce qu'il mette un terme à sa carrière en 1993. Skiles a joué cinq saisons avec le Magic Skiles played five seasons with the Magic.
Les Timberwolves ont été formés et possédés par un groupe dirigé par Marv Wolfenson et Harvey Ratner. Les Timberwolves sont la deuxième équipe de la NBA à jouer dans la ville de Minnesota, après les Lakers de Minneapolis, qui ont déménagé à Los Angeles pour devenir les Lakers de Los Angeles en 1960. L’ancien entraîneur des Cavaliers de Cleveland, Bill Musselman, a été embauché comme premier entraîneur en chef de la franchise. Les Timberwolves ont utilisé leur premier choix pour sélectionner l'ailier fort titulaire de Pistons de Détroit, Rick Mahorn. Cependant, Mahorn a refusé de se rendre aux Timberwolves et a été échangé aux 76ers de Philadelphie avant le début de la saison,. Les autres sélections des Timberwolves comprennent l’ancien All-Star, Steve Johnson, et deux anciens choix du premier tour, David Rivers et Maurice Martin. Cependant, Rivers et Martin n’ont jamais joué pour les Timberwolves. La franchise a également choisi le pivot d'Allemagne de l'Ouest, Gunther Behnke, qui n’avait jamais joué en NBA. Quatre joueurs de la draft d’expansion se sont joints aux Timberwolves pour leur saison inaugurale, mais un seul a joué plus d’une saison pour l’équipe. Tyrone Corbin a joué deux saisons et demie pour les Timberwolves avant d’être échangé en 1991.

## Sélections

### Magic d'Orlando
| + | Signale un joueur qui a été sélectionné pour au moins un match annuel NBA All-Star Game |

| Choix | Joueur         | Poste             | Nationalité | Équipe précédente        | Années d'expérience en NBA | Saisons avec la franchise | Réf.   |
| ----- | -------------- | ----------------- | ----------- | ------------------------ | -------------------------- | ------------------------- | ------ |
| 1     | Sidney Green   | Ailier fort Pivot | États-Unis  | Knicks de New York       | 6                          | 1989-1990                 | [ 14 ] |
| 3     | Reggie Theus+  | Meneur Arrière    | États-Unis  | Hawks d'Atlanta          | 11                         | 1989-1990                 | [ 15 ] |
| 5     | Terry Catledge | Ailier fort       | États-Unis  | Bullets de Washington    | 4                          | 1989-1993                 | [ 16 ] |
| 7     | Sam Vincent    | Meneur            | États-Unis  | Bulls de Chicago         | 4                          | 1989-1992                 | [ 17 ] |
| 9     | Otis Smith     | Arrière Ailier    | États-Unis  | Warriors de Golden State | 3                          | 1989-1992                 | [ 18 ] |
| 11    | Scott Skiles   | Meneur            | États-Unis  | Pacers de l'Indiana      | 3                          | 1989-1994                 | [ 7 ]  |
| 13    | Jerry Reynolds | Arrière Ailier    | États-Unis  | SuperSonics de Seattle   | 4                          | 1989-1992                 | [ 19 ] |
| 15    | Mark Acres     | Ailier fort Pivot | États-Unis  | Celtics de Boston        | 2                          | 1989-1992                 | [ 20 ] |
| 17    | Morlon Wiley   | Arrière           | États-Unis  | Mavericks de Dallas      | 1                          | 1989-1991                 | [ 21 ] |
| 19    | Jim Farmer     | Meneur Arrière    | États-Unis  | Jazz de l'Utah           | 2                          | —                         | [ 22 ] |
| 21    | Keith Lee      | Ailier fort Pivot | États-Unis  | Nets du New Jersey       | 3                          | —                         | [ 23 ] |
| 23    | Frank Johnson  | Meneur            | États-Unis  | Rockets de Houston       | 8                          | —                         | [ 24 ] |

### Timberwolves du Minnesota
| Choix | Joueur         | Poste             | Nationalité          | Équipe précédente         | Années d'expérience en NBA | Saisons avec la franchise | Réf.   |
| ----- | -------------- | ----------------- | -------------------- | ------------------------- | -------------------------- | ------------------------- | ------ |
| 2     | Rick Mahorn    | Ailier fort Pivot | États-Unis           | Pistons de Détroit        | 9                          | —                         | [ 25 ] |
| 4     | Tyrone Corbin  | Ailier            | États-Unis           | Suns de Phoenix           | 4                          | 1989-1991                 | [ 13 ] |
| 6     | Steve Johnson+ | Ailier fort Pivot | États-Unis           | Trail Blazers de Portland | 8                          | 1989-1990                 | [ 26 ] |
| 8     | Brad Lohaus    | Ailier fort       | États-Unis           | Kings de Sacramento       | 2                          | 1989-1990                 | [ 27 ] |
| 10    | David Rivers   | Meneur            | États-Unis           | Lakers de Los Angeles     | 1                          | —                         | [ 28 ] |
| 12    | Mark Davis     | Ailier            | États-Unis           | Bucks de Milwaukee        | 1                          | —                         | [ 29 ] |
| 14    | Scott Roth     | Ailier            | États-Unis           | Spurs de San Antonio      | 2                          | 1989-1990                 | [ 30 ] |
| 16    | Shelton Jones  | Ailier            | États-Unis           | 76ers de Philadelphie     | 1                          | —                         | [ 31 ] |
| 18    | Eric White     | Ailier fort       | États-Unis           | Clippers de Los Angeles   | 2                          | —                         | [ 32 ] |
| 20    | Maurice Martin | Arrière Ailier    | États-Unis           | Nuggets de Denver         | 2                          | —                         | [ 33 ] |
| 22    | Gunther Behnke | Pivot             | Allemagne de l'Ouest | Cavaliers de Cleveland    | 0                          | —                         | [ 10 ] |

## Note
- (en) Cet article est partiellement ou en totalité issu de l’article de Wikipédia en anglais intitulé « 1989 NBA Expansion Draft » (voir la liste des auteurs).